# Па (поселение)

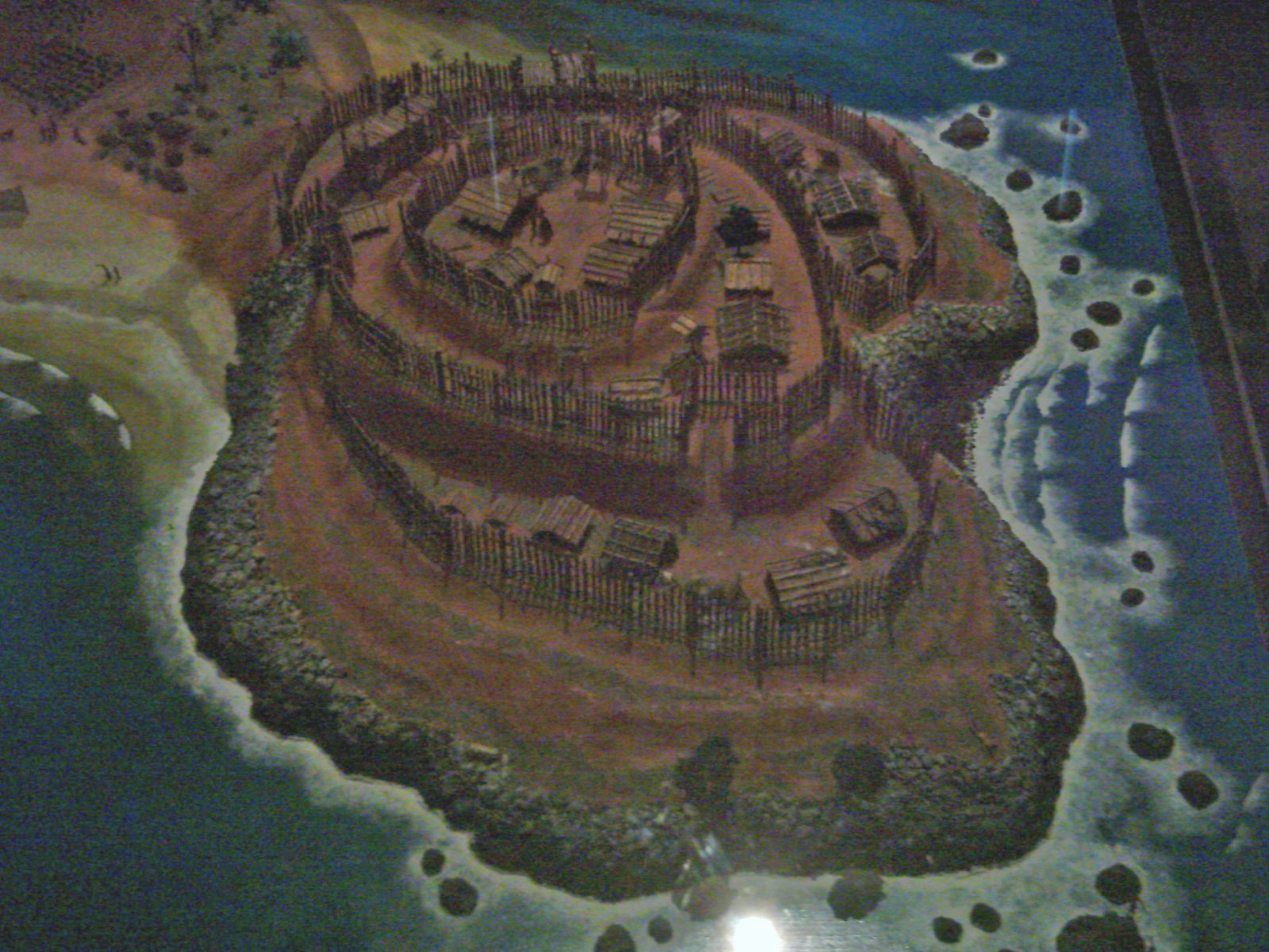
Современная модель маорийского Па

Па (маори pā) — термин в языке народа маори, используемый для обозначения деревень и посёлков, однако чаще всего употребляющийся применительно к укреплённым, окружённым частоколами холмам со специально устроенными для обороны террасами, а также — в целом — применительно к любым видам укреплений.
Па располагались в основном на Северном острове Новой Зеландии, к северу от озера Таупо. На сегодняшний день открыто, сфотографировано и изучено около 5000 подобных укреплений, некоторые из них стали предметом серьёзных научных исследований. До настоящего времени не обнаружены па периода начала заселения Новой Зеландии (с 1280-х годов). Открытие Новой Зеландии маорийские легенды обычно приписывают мореплавателю Купе, который якобы совершил плавание к островам в середине X века. Он якобы погнался за гигантским кальмаром и таким способом достиг земли с высокими горами, а после возвращения в Полинезию объявил об открытии земли, заселённой только птицами, и указал направление пути туда, который на рубеже ноября и декабря проходил незначительно ниже и левее позиции заходящего солнца. Вероятнее всего, очередная экспедиция туда руководствовалась его указаниями. По крайней мере, его данными, как считается, воспользовался дальний потомок первооткрывателя XII века, прибывший в Факатане и основавший здесь первое поселение. Его преемники, согласно легенде, прибыли туда на семи каноэ, и каждый из них дал начало одному из племён. Вскоре, однако, маори начали двигаться на север, где нашли условия жизни более благоприятными, что, однако, привело вскоре к увеличению плотности населения, дефициту пахотных земель и, таким образом, началу племенных войн. Это обстоятельство, в свою очередь, легло в основу необходимости строительства укреплений.
Па рассматривалось как центр всей общественной и социально-политической жизни племени. В маорийском обществе считалось, что большое па давало ману верховному вождю (рангатире). Почти все они возводились на безопасных и плодородных местах. Хотя первоначально они возводились как защитные сооружения, в основном па представляли собой населённые пункты. Па сыграли важную роль в земельных войнах. Па возводились для воинов, которые сражались с мушкетами или ручным оружием (копьё, таиаха, мере) против британских колониальных войск и вооружённого ополчения, имевших мечи, пистолеты и артиллерию. Па обычно могло быть возведено за короткое время, часто менее чем за два дня, и могло оказывать сопротивление на протяжении многих часов, а иногда и недель. Ограничивающим фактором было то, что воинам необходимо было возвращаться в обычные деревни, чтобы возделывать землю или собирать урожай. Поэтому от четырёх до шести месяцев в году эти укрепления бывали заброшены.